# Élni és meghalni Los Angelesben
Az Élni és meghalni Los Angelesben (eredeti cím: To Live and Die in L.A.) 1985-ben bemutatott amerikai neo-noir akció-thriller William Friedkin rendezésében. A film Gerald Petievics volt amerikai titkosszolgálati ügynök 1984-es regénye alapján készült, aki Friedkinnel közösen írta a forgatókönyvet. A főszerepben William Petersen, Willem Dafoe és John Pankow látható.

## Rövid történet
Egy rettenthetetlen titkosszolgálati ügynök semmitől sem riad vissza, hogy elkapja azt a hamisítót, aki megölte a társát.

## Szereplők
- William Petersen – Richard Chance titkosszolgálati ügynök
- Willem Dafoe – Eric "Rick" Masters
- John Pankow – John Vukovics titkosszolgálati ügynök
- Debra Feuer – Bianca Torres
- John Turturro – Carl Cody
- Darlanne Fluegel – Ruth Lanier
- Dean Stockwell – Bob Grimes
- Steve James – Jeff Rice
- Robert Downey Sr. – Thomas Bateman titkosszolgálati ügynök
- Michael Greene – Jimmy Hart titkosszolgálati ügynök
- Jack Hoar – Jack
- Christopher Allport – Max Waxman
- Valentin de Vargas – Filo Cedillo bíró
- Dwier Brown – Dr. Newman
- Michael Chong – Thomas Ling / Raymond Fong FBI különleges ügynök
- Gerald Petievich – önmaga
- Jane Leeves – Serena
- Jacqueline Giroux – Claudia Leith
- Dar Robinson – FBI Conrad különleges ügynök
- Thomas F. Duffy – Leon
- Gary Cole – Max

## Autós üldözés
A filmben szereplő autós üldözést következetesen a legjobb autós üldözési jelenetek közé sorolták, és gyakran megjelennek a Francia kapcsolat (egy másik Friedkin rendezte film), a Hétpróbás gazemberek, a Blues Brothers, a Ronin és a San Franciscó-i zsaru című filmekben szereplő autós üldözések mellett.

## Televíziós sorozat
2015-ben William Friedkin bejelentette, hogy a film alapján tévésorozatot készít a WGN America számára. A sorozat 2021 júliusában még mindig fejlesztés alatt állt.

## Érdekességek
- A Vukovichot informáló, súlyosan testi fogyatékos festő Mark Gash önmagát játszotta, saját nevét használva a filmben.[9] A festőművész és alkalmi színész 2000-ben, 44 éves korában halt meg.[10]
- Mivel a producerek nem voltak elégedettek a befejezéssel, hogy Chance meghal, ezért a rendező készített egy alternatív változatott a befejezéshez. Eszerint Chance-t a hasán és nem az arcán éri a lövés, így életben marad és felépül, ám őt és Vukovichot Alaszkába küldi az FBI, ahol a tévét nézik a Masters-féle pénzhamisítási ügyről.[11] Végül ezzel a lehetőséggel sem a rendező, sem a producerek nem voltak megelégedve és megtartották az eredeti koncepciót.